# Amtsgericht Mülheim an der Ruhr

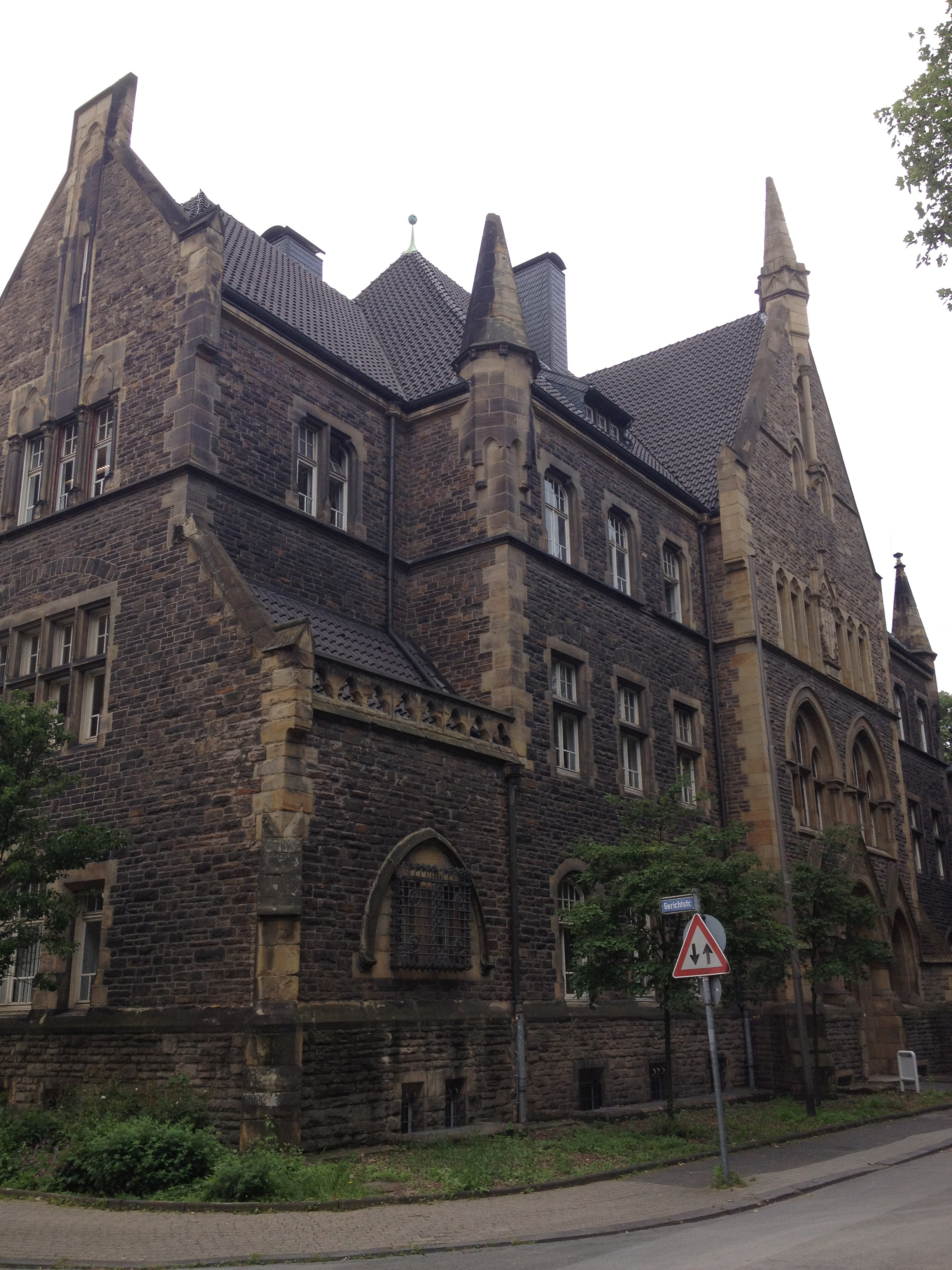
Amtsgericht Mülheim an der Ruhr

Das Amtsgericht Mülheim an der Ruhr ist ein Gericht der ordentlichen Gerichtsbarkeit und eines von sieben Amtsgerichten im Bezirk des Landgerichts Duisburg.

## Gerichtssitz und -bezirk
Sitz des Gerichts ist Mülheim an der Ruhr in Nordrhein-Westfalen. Der Gerichtsbezirk umfasst die kreisfreie Stadt Mülheim an der Ruhr.
Dem Amtsgericht Mülheim an der Ruhr ist das Landgericht Duisburg übergeordnet. Zuständiges Oberlandesgericht ist das Oberlandesgericht Düsseldorf.

## Gebäude
Das Gebäude wurde 1899–1902 nach Entwürfen des Baubeamten Paul Thoemer aus dem preußischen Ministerium der öffentlichen Arbeiten errichtet und umfasste neben dem Gerichtsgebäude auch einen Flügel mit einem Gefängnis für 5 weibliche und 38 männliche Häftlinge.

## Geschichte
In Broich bestand von 1849 bis 1879 die Gerichtsdeputation Broich des Kreisgerichtes Duisburg.
Das königlich preußische Amtsgericht Mülheim an der Ruhr wurde mit Wirkung zum 1. Oktober 1879 als eines von sechs Amtsgerichten im Bezirk des Landgerichtes Duisburg im Bezirk des Oberlandesgerichtes Hamm gebildet. Der Sitz des Gerichtes war Mülheim an der Ruhr. Sein Gerichtsbezirk umfasste den Kreis Mülheim an der Ruhr außer den Teilen, die den Amtsgerichten Dinslaken, Duisburg, Oberhausen und Ruhrort zugeordnet war (Langerfeld).
Am Gericht bestanden 1888 vier Richterstellen. Das Amtsgericht war damit ein großes Amtsgericht im Landgerichtsbezirk.